# فرسش
فرسش، روستایی از توابع بخش مرکزی شهرستان الیگودرز در استان لرستان ایران است.

## جمعیت
این روستا در دهستان فرسش قرار دارد و براساس سرشماری مرکز آمار ایران در سال ۱۳۸۵، جمعیت آن ۱٬۴۴۵ نفر (۲۸۵خانوار) بوده‌است.

## گویش
گویش مردم این روستا لری بختیاری میباشد.